# علی‌خان خورشیدی
علی‌خان یا علی قلی خان فرزند ارشد اتابک میر محمدی بیست و سومین اتابک لر کوچک است. او همچنین پدر میرقیصر خانه نیدل و برادر بزرگتر میر شاهوردی خان خورشیدی آخرین اتابک لر کوچک می باشد.

## تبار علی‌خان خورشیدی
اسکندر بیگ ترکمان در کتاب تاریخ عالم آرای عباسی، آل خورشید را از قبیله حسکردی لر کوچک معرفی میکند. حمدلله مستوفی نیز در تاریخ گزیده خورشید را از طایفه جنگروی معرفی میکند که یکی از طوایف ایل سلیورزی بوده است. شهلا مظفری در کتاب امرای ماداکتو می‌نویسند: علی‌قلی‌خان از رجال سیاسی همدوره شاهوردی‌خان بود، که در نسخ روادید با عثمانیان نام وی آمده است، شاهوردی‌خان بهمراه برادرانش چون علی‌قلی خان، پدرشان را از فراموشخانه الموت آزاد کند.

## فرزندان اتابک میرمحمدی
شرف خانه بدلیسی در کتاب شرفنامه مینویسد: پسران سیدی محمد (اتابک میر محمدی) عبارت بودند از: علی خان، اسلم مرد، شاهوردی خان و جهانگیر.

## رابطه با شاه عباس صفوی
خواهر علی خان و شاهوردی خان خورشیدی یکی از همسران شاه عباس صفوی بوده است. خواهر علی خان ابتدا همسر حمزه میرزا برادر شاه عباس بود اما شاه عباس برای نزدیکی بیشتر با حکمرانان لرستان او را به عقد خویش درآورد.

## منبع
1. ↑  ستوده، حسینقلی (۱۳۴۶). تاریخ آل مظفر. تهران: دانشگاه تهران.
2. ↑  میر، نصرت لله (۱۳۸۷). تاریخ پانصدساله لرستان. خرم‌آباد: شاپورخواست. صص. ۱۲۵. شابک ۹۷۸۹۶۴۲۷۰۷۰۵۸.
3. ↑  admin (۲۰۱۸-۱۰-۲۶). «اتابک محمدی لرکوچک». تقویم تاریخ صبور - مستند سازی ابنیه تاریخی. دریافت‌شده در ۲۰۲۲-۰۳-۱۳.
4. ↑  admin (۲۰۱۸-۱۰-۲۵). «اتابک شاهوردی». تقویم تاریخ صبور - مستند سازی ابنیه تاریخی. دریافت‌شده در ۲۰۲۲-۰۳-۱۳.
5. ↑  اسکندر بیگ ترکمان، عالم آرای عباسی
6. ↑  حمدلله مستوفی، تاریخ گزیده
7. ↑  امرای ماداکتو، شهلا مظفری، شابک: ٩٧٨٦٢٢٠٨١٧٠٨١، انتشارات دانشگاه تهران اول ۱۴۰۱.
8. ↑  شرف خان بدلیسی، شرفنامه، صفحه ۸۱
9. ↑  «امرای ماداکتو، مظفری شهلا شابک: ٩٧٨٦٢٢---/ انتشارات دانشگاه تهران، چاپ اول ۱۴۰۱». daneshnameh.roshd.ir. بایگانی‌شده از اصلی در ۸ فوریه ۲۰۲۲. دریافت‌شده در ۲۰۲۲-۰۳-۱۳.